# 連邦主義
連邦主義（れんぽうしゅぎ、英: Federalism）は、主権の多くを中央政府から地方政府に委譲し、複数の邦（国家）の連合体としての国家（連邦）を形成する事を目的とする政治思想を指す。この主義に則った国家制度を連邦制といい、それを支持する立場の人間を、連邦主義者（れんぽうしゅぎしゃ、英: Federalist）と呼ぶ。
なお、契約神学（Federal Theology）は、神の前で誓約する共同体を信仰の基礎とするカルヴァン主義の立場を意味する（会衆派教会など）。アメリカ連邦制の基礎の一つとなったメイフラワー誓約には、契約神学の影響がある。

## 概要
広大な国家や多民族国家など地域・民族・歴史などに多様性が見られる場合、対外的な統一と国内的な自治を両立させることができる制度であると考えられるため、採用されることが多い。対外的な団結と、国内的な自治権が矛盾なく両立されることが目指される。

## ヨーロッパとアメリカの連邦主義
連邦制を支持する（連邦主義者、フェデラリスト）ということは非連邦制の中央集権的国家の立場からは分権を意味するが、州権主義や分離主義などの立場からは中央集権の支持を意味するという二重性を持つため、どちらの契機が強調されるかは原則として歴史的文脈による。
例えば現代のカナダとヨーロッパでは、通例「連邦主義者」は強い連邦政府（あるいは欧州連合(EU)の政治的な統合をも目指した場合の中央政府）と地方政府の権限の削減・縮小を支持する人々を指す事になる。同様のことはアメリカ合衆国でも歴史的には正しく、一般に連邦を支持する人が「連邦主義者」と呼ばれ、弱い中央連邦政府と強い州政府を支持する人々は「反連邦主義者」 (Anti-Federalist) と呼ばれた。

## 連邦主義の提唱者
- ヨハネス・アルトジウス（英語版） - 「近代連邦主義の父」と呼ばれるドイツの法学者。
- 連邦党